# Tunnel van Revin
De Tunnel van Revin is een scheepvaarttunnel in het noorden van Frankrijk. De tunnel ligt op de Maas ter hoogte van de stad Revin, in de regio Grand Est.
De kanaaltunnel snijdt daar de bocht van de Maas af tussen sluis 50 Revin en sluis 19 Orzy. De tunnel is 224 m lang, 6,15 m breed en 3,60 m hoog. Behalve het kanaal voor scheepvaart ligt er een fietspad door de tunnel. Dat is het fietspad langs de Maas tussen Givet en Charleville-Mézières.
Vanuit het noorden splitst het Canal de l'Est zich na Charleville-Mézières af van de Maas en loopt verder door naar Troussey. De tunnel van Revin is een van de drie tunnels op het 272 km lange traject tussen Givet en Troussey. Het kanaal en de tunnels werden geconstrueerd tussen 1874 en 1882. De andere tunnels bevinden zich in Kœur-la-Petite en Ham-sur-Meuse.